# شكودران مصطفي
شكودران مصطفي ((بالإنجليزية: Shkodran Mustafi)‏؛ مواليد 17 أبريل 1992) لاعب كرة قدم ألماني من أصل ألباني يجيد اللعب في مركز قلب الدفاع ويلعب حالياً مع نادي ليفانتي في الدوري الإسباني والمنتخب الألماني.

## مسيرته مع الأندية

### فالنسيا
في السابع من أغسطس 2014، وقع مصطفي عقدا مدته 5 سنوات مع نادي فالنسيا الإسباني مقابل مبلغ لم يكشف عن قدره. ولعب أول مباراة له مع النادي في الخامس والعشرين من سبتمبر أمام نادي قرطبة في مباراة انتهت بنتيجة 3–0 لصالح فالنسيا. سجل مطصفي أول هدف له مع نادي الخفافيش ضد نادي إلتشي في مباراة فاز فيها الخفافيش بنتيجة 3–1.

## مسيرته مع المنتخب
لعب مصطفي مع منتخب ألمانيا للناشئين وفاز معهم بنسخة 2009 من بطولة أوروبا تحت 17 سنة لكرة القدم. وبالرغم من ذلك فقد عبّر للإعلام عن رغبته في اللعب لألبانيا، الدولة التي ينتمي إليها والداه.
ومع ذلك فقد لبى مصطفي دعوة يواخيم لوف له للانضمام للمنتخب الألماني في مباراة ودية ضد تشيلي يوم الثامن والعشرين من فبراير 2014. وفي الثالث عشر من مايو، لعب مصطفي أول مباراة له مع الفريق ضد بولندا.

## روابط خارجية
- شكودران مصطفي – سجل منافسات اليويفا
- شكودران مصطفي على موقع الاتحاد الدولي (مؤرشف)  (الإنجليزية)
- شكودران مصطفي على موقع الاتحاد الأوربي (الإنجليزية)
- شكودران مصطفي على موقع إي إس بي إن إف سي (الإنجليزية)
- شكودران مصطفي على موقع قاعدة بيانات كرة القدم.إي يو (الإنجليزية)
- شكودران مصطفي على موقع بيانات كرة القدم. دي إي (الألمانية)
- شكودران مصطفي على موقع ليكيب (الفرنسية)
- شكودران مصطفي على موقع ناشيونال فوتبول تيمز (الإنجليزية)
- شكودران مصطفي على موقع Soccerbase.com (لاعب) (الإنجليزية)
- شكودران مصطفي على موقع Soccerway.com (الإنجليزية)
- شكودران مصطفي على موقع عالم كرة القدم.نت (الإنجليزية)